# مرکب چاپ

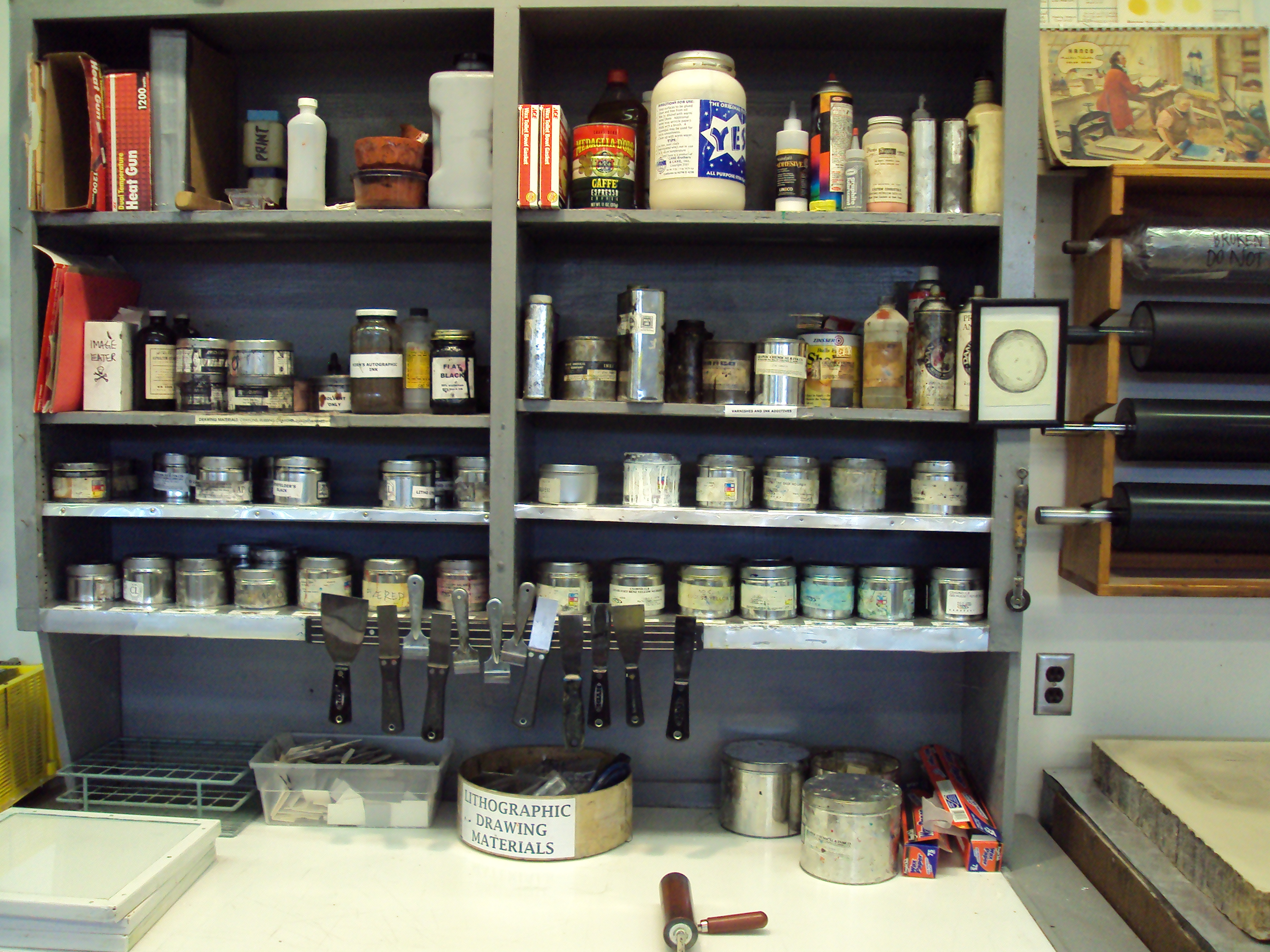
جوهر چاپ و مواد افزودنی در استودیوی چاپ لیتوگرافی

مرکب چاپ مخلوطهای حاوی رنگ هستند که با کمک فرم چاپ بر روی کاغذ و یا هر  بستر دیگری منتقل می شوند. جوهرهای چاپ باید در لایه های نازک ,(لایه های جوهر چاپ خشک در چاپ افست و چاپ فلکسوگرافی دارای1-3 میکرومتر  ،   در چاپ سیلک تا 15 میکرومتر ضخامت) یک فیلم به شدت رنگی تشکیل دهند. برای این منظور آنها حاوی مواد رنگی ، معمولاً رنگدانه های غیر آلی و آلی ، دی اکسید تیتانیوم یا کربن سیاه و همچنین حلال یا ماده حامل دیگری هستند.
جوهرها باید روی لایه ها در یک بستر  دائمی و مکانیکی مقاوم قرار گیرند.  بسیاری از جوهرهای چاپ, حاوی چسب هایی  هستند که رنگدانه ها را می پوشانند . 
در طی فرآیند چاپ ، تبدیل از حالت مایع ، که در آن می توان جوهر چاپ را روی دستگاه چاپ و فرم چاپ توزیع و انتقال داد ، به حالت جامد و خشک روی بستر چاپ ضروری است. برای این منظور جوهرهای چاپ حاوی اجزای مایع هستند که تبدیل8 از مایع به جامد را از طریق تبخیر ، جذب (نفوذ) به بستر یا از طریق واکنش شیمیایی امکان پذیر می کنند. 

## انواع مرکب چاپ
مرکب‌های چاپ بر اساس نوع فرآیند چاپ و جنس سطح چاپ‌ شونده، به دسته‌های مختلفی تقسیم می‌شوند. برخی از مهم‌ترین انواع مرکب چاپ عبارتند از:
مرکب چاپ افست: مورد استفاده در چاپ افست ورقی و رول، معمولاً بر پایه روغنی یا گیاهی.
مرکب چاپ فلکسو: مناسب برای چاپ روی فیلم‌های پلاستیکی، سلفون، کاغذ و بسته‌بندی، معمولاً با پایه آب، حلال یا UV.
مرکب چاپ گراور (هلیوگراور): مناسب برای تیراژ بالا و چاپ با کیفیت روی بسته‌بندی، پایه حلال یا پایه آب.
مرکب چاپ سیلک‌اسکرین: برای چاپ روی سطوح خاص مانند پارچه، پلاستیک و شیشه، با پایه حلال یا UV.
مرکب چاپ دیجیتال: شامل جوهرهای Dye، Pigment، Sublimation و UV، مورد استفاده در چاپگرهای جوهرافشان و چاپ حرارتی.
مرکب UV: خشک‌شونده با اشعه ماوراء بنفش، مناسب برای چاپ صنعتی روی سطوح غیرقابل جذب مانند فلز، شیشه و پلاستیک.

## دسته بندی جوهرهای چاپ
بسته به نیاز فرایند چاپ، فن آوری ماشین چاپ مورد استفاده و همچنین بستر چاپ, فرمول های جوهر چاپ بسیار متفاوتی مورد استفاده قرار میگیرد. 
گرد جوهر (تونرهای) الکترواستاتیک و جوهرهای جوهر افشان با تعریف متعارف جوهر چاپ بشمار نمی آیند. ترکیب و ساختمان مرکب چاپ بر اساس نوع ماشین چاپ فرموله می شود. از این نگاه می شود سه نوع مرکب چاپ را مورد بررسی قرار داد. مرکب های لیتوگرافی و لترپرس، مرکب های فلکسو گرافی و گراور، و مرکب های اسکرین.

### جوهر چاپ برودتی افست (چاپ روزنامه)[۹]
روزنامه ها و مطالب تبلیغاتی  با استفاده از جوهرهای چاپ برودتی افست تولید می شوند. جوهرها هنگام جذب ماده مایع به بستر خشک می شوند.
مواد تشکیل دهنده:
- 8-20 ٪ رنگدانه ها
- 25-35  پلیمرها یا رزین (به عنوان مثال کلوفان)
- 40-60 ٪ روغن (روغن معدنی ، روغن نباتی ، روغن نباتی فرآوری شده)
- 2-5 ٪ مواد افزودنی

مجلات ، کاتالوگ ها ، کتاب ها و جزوه های تبلیغاتی با استفاده از جوهرهای چاپ گرما تولید می شوند. جوهرها در اثر تبخیر روغنهای معدنی با کمک انرژی حرارتی خشک می شوند ، از این رو در انگلیسی "heatset" نامیده می شود.
مواد تشکیل دهنده:
- 8-15 ٪ رنگدانه ها
- ٪25-40   پلیمرها یا رزین ها (رزین های فرآوری شده و رزین های هیدروکربن)
- 30-45 ٪ روغن های معدنی با نقطه جوش بالا (دامنه جوش 250-310 درجه سانتیگراد)
- 2-8 ٪ مواد افزودنی

جوهر چاپ افست با ورق برای چاپ کتاب ، جزوه های تبلیغاتی ، مجله ، تقویم ، پوستر و بروشورها مورد استفاده قرار میگیرد. رنگها با جذب به بستر و اکسیداسیون            ( پلیمریزاسیون ) خشک میشوند. اکثر جوهرهای چاپ افست با ورق که امروزه در اروپا تولید می شوند ، فاقد روغن معدنی هستند.

مواد تشکیل دهنده: 
- 10-30 ٪ رنگدانه ها
- ٪25-35  پلیمرها یا رزین ها (رزین های فرآوری شده  ، رزین های آلکیدی )
- ٪30-40  اجزای مایع (به عنوان مثال روغن نباتی یا روغن معدنی)
- 5-10 ٪ مواد افزودنی

در این فرآیند, چاپ  مجلات ، کاتالوگ ها و جزوه های تبلیغاتی به تعداد زیادی تولید می شوند. جوهرها در اثر تبخیر تولوئن یا استات اتیل خشک می شوند که در سیستم چاپ بازیافت شده و دوباره مورد استفاده قرار می گیرند. 
مواد تشکیل دهنده:
- 12-15 ٪ رنگدانه ها
- 30-20 Pol پلیمرها یا رزین ها (رزین های اصلاح شده با رزین ، رزین های هیدروکربن)
- 45-60 ٪ تولوئن یا اتیل استات
- 2-5 ٪ مواد افزودنی

در این فرآیند بسته بندی های کاغذی ، مقوا و فویل و همچنین کاغذ دیواری ، کاغذ کادو ، کاغذ بهداشتی (دستمال) و کاغذ دکور چاپ می شوند. رنگها از طریق تبخیر و جذب آب خشک می شوند.
مواد تشکیل دهنده:
- 25-25 ٪ رنگدانه ها
- ٪10-25  پلیمرها یا رزین
- 35-60 ٪ اب
- 8-12 ٪ مواد افزودنی

### حلالها[۹]
در این فرآیند ، بسته بندی ساخته شده از فویل و مواد کامپوزیتی و همچنین فویل های تزئینی چاپ می شود. جوهرها از طریق تبخیر حلالهایی که در فرآیند چاپ گیر می کنند خشک می شوند.
مواد تشکیل دهنده:
- 12-18 ٪ رنگدانه ها
- 12-18 Pol پلیمرها یا رزین (به عنوان مثال استرهای سلولزی ، پلی اورتان ها ، پلیمرهای وینیل )
- 35-65 Sol حلال ( اتانول ، استات اتیل )
- 2-5 ٪ مواد افزودنی

از این جوهرهای چاپی برای کاربردهای خاص در فرآیندهای مختلف چاپ مانند بسته بندی ، برچسب ها ، بطری های پلاستیکی, تیوب های آرایشی و مواد غذایی و غیره  استفاده می شود.رنگها از طریق پلیمریزاسیون ناشی از القای نور الیگومرها و مونومرهای اکریلات خشک می شوند.
مواد تشکیل دهنده:
- 10-30 ٪ رنگدانه ها
- 40-80 ٪ الیگومرها و مونومرهای اکریلات
- ٪10-20  مواد افزودنی (از جمله محرکهای نوری)

## شرایط عمومی برای جوهر چاپ

### ویژگی های ظاهری
جوهر چاپ میباید رنگ مورد نظر را بر روی بستر چاپ اعم از کاغذ, پارچه یا هر ماده دیگر فراهم آورد. براقی چاپ از جمله مواردی است که کیفیت کار را بهتر جلوه میدهد. ویژگی های ظاهری چاپ بسته به نوع دستگاه چاپ, بستر چاپ,محل قرار گرفتن ناظر و همچنین نور محیط میباشد. زاویه دید ناظر در برداشت از کیفیت کار بی تاثیر نیست. 

### ویژگی های مکانیکی
به خصوصیات مکانیکی جوهرهای چاپی خصوصیات رئولوژیکی نیز گفته می شود. بسیاری از فرآیندهای چاپ و لایه های مختلف به جوهرهای چاپ مختلفی نیاز دارند. جوهرهای چاپی برای فرآیندهای چاپی که در آنها جوهر توسط غلطک استفاده می شود (چاپ افست ، چاپ فلکسوگرافی ، چاپ گراور) نیاز به حمل و نقل خوب جوهر از طریق غلطک های مرکب دارد.
حرکت جوهر در فرایند چاپ بستگی به چابکی آن دارد که این از مولفه هایی چون چسبندگی و انسجام جوهر سرچشمه میگیرد و قابل اندازه گیری هست.

ویژگی های شیمیایی و فیزیکی

ویژگیهای فیزیکی و شیمیایی جوهر در کل تاثیر بر فرایند خشک شدن رنگ چاپ میگذارند.

تنظیم جوهر به نفوذ جوهر به مواد چاپی گفته می‌شود.  رنگهای جذب کننده رنگهایی هستند که از یک حامل (غالباً از مشتقات روغن دانه کتان) و یک رنگدانه و یک لاک قبلی تشکیل شده است. در ساده ترین حالت ، رنگ فقط از رنگدانه و روغن دانه کتان تشکیل شده است . میزان جذب یک مرکب چاپی باید به طور دقیق برای چاپ با کیفیت بالا تعریف شود. بستر نیز در اینجا نقش تعیین کننده ای دارد.
اکسیداسیون چسب یک فرآیند شیمیایی است که اغلب به خشک شدن جوهرهای چاپی نیز کمک می کند. اکسیژن موجود در هوای محیط به پیوندهای دوگانه چسب واکنش نشان میدهد. یک واکنش زنجیره ای از اجزای تشکیل دهنده چسب آغاز می شود  که منجر به اتصال به یک ساختار 3 بعدی و پایدار در داخل لایه جوهر چاپ شده می شود. در مورد جوهرهای چاپی که به صورت فیزیکی خشک می شوند ، انجماد روی بستر چاپ از طریق تبخیر  ماده فرار جوهر چاپ یا از طریق پخت تابش صورت می گیرد. اجزای فرار مورد استفاده عبارتند از آب (جوهرهای چاپ بدون حلال) یا الکل ها ، استرها ، کتون ها (معمولاً برای چاپ بسته بندی ها) ، تولوئن (برای چاپ گراور) یا روغن های معدنی با نقطه جوش بالا (چاپ افست). جوهرهای پخت تابش (جوهرهای چاپ افست یا فلکسوگرافی) با پلیمریزاسیون رادیکال از پلیمرهای غیر اشباع - که توسط اشعه ماورا بنفش (ماورا بنفش ، طول موج زیر محدوده قابل مشاهده بین 120 تا 380 نانومتر) یا پخت تابش الکترونی خشک میشوند.. این فرایند در کمتر از یک ثانیه انجام می شود. جوهرهای چاپ بسیار مقاوم (پیوند عرضی) و فاقد حلال هستند.
خصوصیات سم شناسی در مورد جوهرهای چاپی به ویژه برای استفاده از محصولات چاپی برای بسته بندی مواد غذایی , اسباب بازی ها  و  همچنین محصولات بهداشتی بسیار مهم است.
مقاومت فیزیکی جوهر چاپ مقاومت آن در برابر فشارهایمکانیکی و تابش است. بنابراین پارامترهای آزمون ، به عنوان مثال ، مقاومت در برابر سایش , خراش  و مقاومت در برابر پاک کردن است . مقاومت به نور عمدتا توسط مقاومت رنگ در برابر اشعه ماورا بنفش تعیین می‌شود.
مقاومت شیمیایی مقاومت در برابر واکنشهای شیمیایی با هر نوع ماده ای است. مقاومت شیمیایی الزامی است که در درجه اول از بسته بندی انتظار میرود. بسته به کاربرد مورد نظر ، مقاومت در برابر حلال ها ، مقاومت به چربی (مثلا کره) ، مقاومت به اسید (به عنوان مثال سرکه ) ، مقاومت به بازها (به عنوان مثال  مواد شوینده) ،مقاومت به بزاق (به عنوان مثال  اسباب بازی های کودکان ، شیرینی ها) ، مقاومت به عرق ، شیر و غیره مورد نیاز است. این موارد با استانداردها و مقررات مربوطه مانند DIN ISO 12040 ، DIN ISO 2836 ، DIN EN 71 ، EN 646 و مقررات (EU 10/2011 تنظیم می‌شوند.

### پراکندگی
برای چاپ افست ، علاوه بر طبیعی بودن رنگها ، پراکندگی رنگدانه ها در لاک جوهر چاپ نقش مهمی دارد. پراکندگی ضعیف منجر به جمع شدن رنگدانه ها (توده های رنگدانه ای) می شود که اگر لایه چاپ در حدود 1 میکرو متر باشد  به دلیل بیرون آمدن آجرهایی از سطح لایه ، کاهش مقاومت رنگ و براقی چاپ را بدنبال دارد. این امر همچنین بر شفافیت تأثیر می گذارد. پراکندگی از یک طرف در هنگام تولید جوهر چاپ و از طرف دیگر در سیستم غلتک دستگاه چاپ افست صورت می‌گیرد.

## اجزای مرکب چاپ
جوهرهای چاپ شامل:
- رنگ دهنده ها ( رنگدانه ها یا رنگ ها )
- مواد چسبنده ( رزین ها و پلیمرها )
- حلالها (حلالهای آلی ، رقیق کننده های واکنشی یا آب)
- مواد افزودنی برای تنظیم خواص ویژه

### رنگ دهنده ها
رنگ دهنده ها به رنگدانه ها یا مواد رنگ تقسیم می شوند. رنگدانه ها به شکل مواد غیر آلی و آلی ، رنگی ، سیاه یا سفید هستند و در محیط پردازش عملاً نامحلول هستند. در مقابل ، رنگها ساختار کریستال / ذرات خود را در محیط پردازش از دست می دهند و در آن حل می شوند. 

### چسب
اتصال دهنده ها باعث خیس شدن رنگ ها و ایجاد پیوند دائمی با بستر می شوند.  انتخاب شما براساس فرآیند چاپ ، بستر و الزامات محصول نهایی است. در سیستم رنگ ، چسب ها به شکل محلول در حلال یا به صورت پراکنده هستند.
خاصیت اساسی آنها توسعه رئولوژی مورد نیاز برای فرآیند چاپ است ، که جوهر را قادر می سازد تا از فرم چاپ به زیر لایه با استفاده از حلال منتقل شود. همچنین باعث می شود هنگام خشک شدن جوهر چاپ ، یک فیلم رنگی ایجاد شود ، که تأثیر قاطعی بر خصوصیات بعدی چاپ دارد.

#### رزین
ماده اصلی رزین های سخت ، رزین (رزین درخت) از پرتغال ، برزیل ، مکزیک یا چین است. رزین سخت خاص فرآوری شیمیایی می شود. رزین های سخت یک فیلم سخت تا شکننده روی سطح بستر تشکیل می دهند.
ماده پایه رزین های مایع ( الكیدها ) روغن دانه كتان یا روغن سویا هستند. جوهرهای چاپی ساخته شده از رزین های مایع ، یک فیلم رنگ  کمتر شکننده ایجاد می کنند و خیس شدن رنگدانه ها در هنگام تولید راحت تر می شود.

#### لاک های جوهر
از لاک ها به عنوان چسب در چاپ کتاب و چاپ افست استفاده می شود . در این جوهرهای چاپ ، تقریباً تمام خصوصیات نهایی مکانیکی ، فیزیکی و شیمیایی توسط لاک ها تعیین می شود.
به مخلوط هایی با نسبت تقریبی مساوی رزین و روغن ، لاک الکل گفته می شود . رزین ها جرم مولی بسیار بالایی دارند و بنابراین به شکل "کلوئیدی" هستند. در طی فرآیند مخلوط کردن ، آنها روغن را جذب می کنند و در نتیجه متورم می شوند. برای اینکار از روغنهای گیاهی (روغنهای بومی) و مواد نفتی استفاده می شود.

### رنگهای مایع (بر پایه حلال)[۹]
بعنوان حلال از حلالهای آلی, آب و رقیق کننده ها  استفاده می شود. وظیفه آنها جذب موادی مانند رنگدانه ها ، چسب ها یا مواد افزودنی به صورت پراكنده و / یا محلول و انتقال آنها از طریق فرم چاپ به داخل بستر است.
پس از فرایند چاپ ، حلال از طریق خشک کردن / تبخیر یا جذب از لایه چاپ شده خارج می شود. تا حدی نیز در حین پلیمریزاسیون در فیلم رنگ ادغام میشود.

### مواد افزودنی
از مواد افزودنی برای تولید جوهر چاپ و بهینه سازی آن به منظور تأثیر بر نیازهای خاص محصول نهایی استفاده میشود. ضد کف, روان کننده ها و موم از جمله مواد افزودنی هستند که به هنگام تولید جوهر بکار گرفته میشوند.  

## تولید جوهر چاپ
در تولید جوهر چاپ ، دو بخش تولید وجود دارد:
- بخش تولید ماده رنگی  : در اینجا رنگدانه ها با فرآیند های آسیاب / مالش به اندازه ذرات مورد نیاز برای دستیابی به رنگ مطلوب پراکنده می شوند و به عنوان ذرات پراکنده در حلال حل می شوند. با افزودن چسب /مواد افزودنی، محصول شل شده,  بصورت کنسانتره و یا به شکل آماده چاپ به چاپخانه فرستاده میشود.
- بخش تولید محصولات پایه رنگی غیر رنگدانه ای : در اینجا طیف گسترده ای از چ سب ها در حلال حل می شوند و با مواد افزودنی مخلوط می شوند تا به ویژگیهای مورد نیاز برای تولید جوهر چاپ و کاربرد نهایی برسند. اینها به عنوان محصولات میانی برای استفاده داخلی و یا بعنوان اجزای ساخت ورنی به چاپخانه ها فرستاده می شوند.

## تست جوهر چاپ
برای بررسی کارایی جوهرهای چاپ ، پارامترهای مربوط به نوع چاپ و همچنین پارامترهای مربوط به رنگ برای محصول نهایی چاپ شده مد نظر قرار میگیرند. نمونه هایی از پارامترهای خاص عبارتند از گرانروی ، محل رنگ ، پر رنگی یا مقدار پی اچ . نمونه هایی از پارامترهای مربوط به رنگ برای محصول نهایی چاپ شده ، سایش ، براقیت ، مقاومت پیوند ، مقاومت در برابر شکاف و مقاومت در برابر چین است.

## مراحل چاپ
در تمام مراحل چاپ ، جوهر چاپ در دو مرحله به لایه اعمال می شود. ابتدا جوهر چاپ به فرم چاپ آغشته می شود . سپس جوهر چاپ از فرم چاپ به بستر چاپ منتقل می شود. کاربرد و دوز جوهر چاپ روی فرم چاپ و انتقال از فرم چاپ به بستر چاپ بسته به نوع چاپ متفاوت است.

## پالایش چاپ
پالایش چاپ به معنی تصفیه بستر پس از چاپ  است. این به دوام و ظاهر بستر چاپ کمک می کند. پالایش چاپ عمدتا هنگامی که میباید مقاومت در برابر مالش حاصل شود صورت میگیرد. برای انجام این فرآیند ، جوهر چاپ باید کاملاً خشک باشد. همچنین مهم است که بستر فاقد خمیرهای محافظ در برابر سایش ، سیلیکون ها و واکس ها باشد. لازم به ذکر است که عمل پالایش میتواند بر روی فام رنگ تاثیر بگذارد.

### لاک الکل
لاک ها برای محافظت از سطح چاپ شده ، بهینه سازی خصوصیات مورد نیاز مانند سایش و دستیابی به جلوه های خاص طراحی.  رنگ ها بر اساس تمام سیستم های شناخته شده (مبتنی بر آب ، حلال ،ماورای بنفش) موجود هستند.

### لاک های پراکندگی
لاک های پراکندگی از طریق یک واحد پوشش در دستگاه چاپ به زیر لایه اعمال می شوند. به لاک های پراکنده به دلیل محتوای آب بالا ، لاک های پایه آب نیز گفته می شود. یک پراکندگی پلیمری ساخته شده از اکریلات فرآوری شده و یک محلول رزین (لاک) فیلم را تشکیل می دهد که  بر اثر تبخیر قسمت اصلی آب خشک میشود, در اینجا نه بوی نامطبوعی وجود دارد و نه زردی. از مواد دیگر, موم ها (مقاومت در برابر سایش و روانکاری) و عوامل خیس کننده است. از لاک های پراکندگی عمدتا در چاپ افست استفاده می شود تا بستر را با دوام تر ، جلوه ای با کیفیت و محافظت از آن بدست آورد.

## اقتصاد
جوهر چاپ کتاب از قدیم الایام سیاه بود و عمدتا توسط دوده تولید می شد. برای مدت زمان طولانی ، در مقایسه با چاپ رنگی با هزینه کمتری همراه بود. جوهرهای چاپ مدرن مخلوط بسیار پیچیده ای از مواد هستند ، قیمتها نیز متناسب با تحولات و پیشرفت فن آوری تغییر یافته اند.
در سال 2011 ، فروش جوهر چاپ در سراسر جهان حدود 20 میلیارد دلار آمریکا بود. در حالی که مصرف جوهر رسانه های چاپی کلاسیک در حال کاهش است ، تقاضا برای چاپ بسته بندی ها در حال افزایش است.  بازار جوهر چاپ در حال حاضر 2–3 در صد, سالانه در حال رشد است. ایالات متحده آمریکا 31, اروپا 28 و ژاپن 25  در صد, مرکب چاپی تولید شده را مصرف می کنند.

## همچنین ببینید
- چاپ رنگی
- جوهر چاپ دیجیتال

## مواخذ
- بلانا ، هوبرت: تولید . مونیخ: KG Saur Verlag ، 1998 شابک 3-598-20067-6
- شپر ، هانس یورگن: فناوری چاپ دانش آزمون . Itzehoe: Verlag Beruf und Schule ، 2005 شابک 3-88013-623-8
- اولریش زورل (ویراستار) ): Römpp Lexicon. لاک و جوهر چاپ . Thieme ، اشتوتگارت 1998 ، شابک 3-13-776001-1
- کتاب چاپ جوهر چاپ ، چاپ هفتم 2017 ، انجمن ملی تولیدکنندگان جوهر چاپ (NAPIM)

## پیوندهای وب
- ساختار و ترکیب جوهرهای چاپ
- صحافی ، جوهر گراور
- صفحه مروری برای گروه جوهرهای چاپ بایگانی‌شده  در ۱۱ فوریه ۲۰۱۷ توسط Wayback Machine